# Elizabeth A. Wood
Pour les articles homonymes, voir Wood.
 (mars 2023).
Elizabeth Armstrong Wood (1912 - 2006) est une cristallographe et géologue américaine qui dirige un programme de recherche aux Bell Telephone Laboratories qui conduit au développement de nouveaux supraconducteurs et lasers. Elle est connue pour la clarté de ses écrits et ses efforts pour éduquer le grand public sur des sujets scientifiques.

## Éducation
Elizabeth "Betty" Armstrong Wood naît le 19 octobre 1912 à New York et étudie au Barnard College pour son bachelor et au Bryn Mawr College pour sa maîtrise et son doctorat en géologie. Elle devient ensuite instructrice en géologie à Bryn Mawr pour les années universitaires 1934-35 et 1937-38. Au cours de la même période, elle est chargée de cours de géologie et de minéralogie à Barnard (1935-37, 1938-41) puis devient assistante de recherche à l'université Columbia.

## Carrière
En 1942, Elizabeth Wood — dont l'intérêt pour la cristallographie s'était développé à Bryn Mawr — prend un emploi dans le département de recherche physique des Laboratoires téléphoniques Bell, où elle est la première femme scientifique. Pendant plus de deux décennies, elle dirige un programme de recherche cristallographique aux Laboratoires Bell, en se concentrant principalement sur les propriétés électromagnétiques des cristaux. Elle s'attaque à des problèmes tels que la croissance de monocristaux ayant des propriétés conductrices, magnétiques ou autres, ainsi que la recherche de nouveaux matériaux cristallins ayant des propriétés ferromagnétiques ou piézoélectriques. Elle s'intéresse aux transitions de phase dans le silicium, à la coloration par irradiation dans le quartz et aux moyens de modifier l'état de certains matériaux par l'application de champs électriques,. Au cours de ses recherches, elle développe « la première notation systématique pour la cristallographie de surface ». Ses travaux contribuent au développement de nouveaux supraconducteurs et lasers aux Laboratoires Bell,.
Elizabeth Wood se fait connaître pour la clarté de son écriture, en particulier dans les livres destinés aux non-scientifiques tels que Science for the Airplane Passenger (1969). Son livre Crystals and Light (1964), écrit pour les personnes n'ayant pas de connaissances préalables en optique, est longtemps considéré comme le manuel standard pour débutants dans ce domaine. Une version de ce livre, Experiments with Crystals and Light (1964), est publiée par les Laboratoires Bell pour les lycéens sous forme de brochure et de kit d'expérimentation. Son Crystal Orientation Manual (1963) est un manuel destiné aux techniciens sur la préparation correcte des cristaux pour la recherche. Comme le suggère le titre de son livre Rewarding Careers for Women in Physics (1962), elle se fait la championne des efforts visant à attirer davantage de femmes dans les sciences, s'exprimant sur les questions en jeu — comme la désapprobation culturelle des femmes professionnelles — lors de réunions et de conférences.
Des années 1950 aux années 1970, les laboratoires Bell dépensent quelque 500 millions de dollars en technologies pour créer un visiophone. En 1964, ils lancent leur système « Picturephone » avec un service commercial limité à quelques villes qui est inauguré par un appel solennel de la Première Dame Lady Bird Johnson à Elizabeth Wood dans le centre de visiophonie des laboratoires à New York.
Elizabeth Wood est membre de la Société américaine de physique et reçoit des doctorats honorifiques du Wheaton College (1963), du Western College, Ohio (1965), et du Worcester Polytechnic (1970)
Elizabeth Wood décède le 23 mars 2006 d'une attaque cérébrale.

## Héritage
En 1997, l'ACA crée le Prix E. A. Elizabeth Wood d'écriture scientifique pour honorer les auteurs de publications qui font un travail exceptionnel pour le grand public. Le prix est décerné tous les trois ans et le premier lauréat est le prix Nobel Roald Hoffmann. D'autres lauréats ont été K.C. Cole, Ira Flatow et Oliver Sacks.

## Livres
- Science for the Airplane Passenger (1969)
- Crystals and Light : An Introduction to Optical Crystallography (1964)
- Experiments with Crystals and Light (1964)
- Crystal Orientation Manual (1963)
- Rewarding Careers for Women in Physics (1962)
- Pressing Needs in School Sciences (1962)